# Jastrabá
Jastrabá és un municipi d'Eslovàquia al districte de Žiar nad Hronom, a 12 km al sud-est de Kremnica. Es troba a la part sud dels turons d'origen volcànica de Kremnica a la regió de Banská Bystrica.

## Història
La primera menció escrita de la vila es remunta al 1487. L'església del gòtic primerenc es va construir cap al 1300 damunt un pujor. Era un edifici típic de nau única amb un presbiteri quadrat. Durant el segle xvii, l'església fou reconstruïda i fortificada amb una muralla amb camps de tir, reforçada amb pilars de suport, sobretot a ponent. Al segle xviii va ser més modificada altra vegada hi s'hi van afegir el vestíbul a migdia i es va substituir l'equipament interior.

## Demografia
| Godina             | 1994 | 2004   | 2014   | 2024   |
| ------------------ | ---- | ------ | ------ | ------ |
| Nombre de persones | 593  | 590    | 552    | 552    |
| Diferència         |      | −0,50% | −6,44% | +1,42% |

| Godina             | 2023 | 2024   |
| ------------------ | ---- | ------ |
| Nombre de persones | 555  | 552    |
| Diferència         |      | −0,54% |